# Ecuadorianische Literatur
Die ecuadorianische Literatur ist die Literatur Ecuadors, das sich 1830 von Großkolumbien trennte. Sie ist somit ein Teil der lateinamerikanischen Kultur. In der Frühzeit verbindet sie viel mit der Literatur Kolumbiens und Perus. Im Ausland ist sie weniger bekannt als diese.
Kennzeichnend für die Kultur und Literatur Ecuadors waren und sind nach wie vor ein starker Regionalismus sowie der Dauerkonflikt zwischen den Einwohnern der Küstenregion (Montuvio), vor allem der Hafenstadt Guayaquil ein einerseits, und den eher konservativen Bewohnern der zentralen Andenregion (Sierra) und den Bewohnern des kolonial und feudal geprägten Hochlandes zwischen den beiden Gebirgsketten, vor allem Quitos andererseits. Auch im Dialekt spiegelt sich dieser Unterschied zwischen einem eher informellen Idiom einerseits und dem konservativen, jedoch mit Indio-Begriffen eingefärbten Sprachgebrauch in Quito andererseits. Daneben sticht in neuerer Zeit Cuenca als ein kulturelles Zentrum im südlichen Hochland hervor. Die schwarze Bevölkerung in der Gegend von Esmeraldas lebt weiterhin für sich.

## Die Anfänge bis zur Unabhängigkeit: Barock und Aufklärung
Als erster einheimischer Chronist gilt der gebildete Kazike Jacinto Collahuazo, der im 17. Jahrhundert ein Buch übr die Geschichte der letzten Inkaherrscher in Quechua schrieb, das öffentlich verbrannt und für das er lebenslänglich eingekerkert wurde.

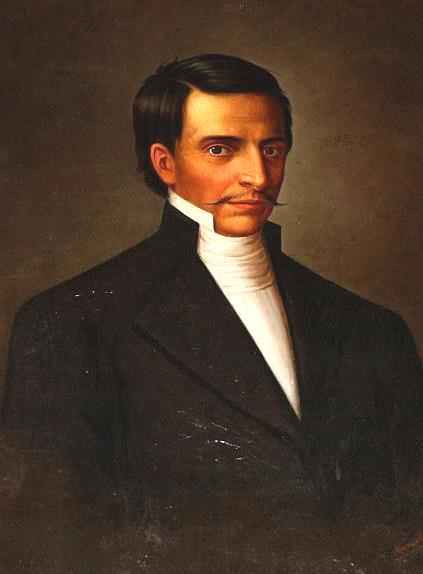
Eugenio Espejo

Während des Barockzeitalters gehörten die wichtigsten Autoren im Vizekönigreich Peru, soweit sie nicht am Hofe in Lima lebten, dem geistlichen Stand an. In Quito war das u. a. der jesuitische Lyriker Juan Bautista Aguirre (1725–1786) und der Chronist und Verfasser historischer, geographischer und linguistischer Schriften Juan de Velasco. Zu den Vordenkern der Unabhängigkeit zählte der Arzt und Philosoph Eugenio Espejo, der Sohn eines Indio und einer Mulattin, dessen Traktate in Dialogform seit 1779 zunächst handschriftlich kursierten. Er kritisierte die Ausweisung der Jesuiten als intellektuellen Aderlass, setzte sich für die Philosophie der katholischen Aufklärung ein und kritisierte den überladenen barocken Stil des Gongorismus. Mehrfach wurde er verhaftet und u. a. nach Bogotá verbannt, von wo er Einfluss auf die kolumbianische Unabhängigkeitsbewegung ausübte. Nach ihm wurde der nationale Literaturpreis benannt.

## Das 19. Jahrhundert: Neoklassik und Romantik
José Joaquín de Olmedo, der als Anakreontiker begonnen hatte und während der napoleonischen Kriege noch treu zu den Bourbonen stand, wechselte die Seiten und trat als Schriftsteller, neoklassischer Dichter (Canto a Bolívar) und Geschichtsschreiber der Unabhängigkeitskämpfe hervor. Er kleidete „das neue amerikanische Selbstbewusstsein in eindrucksvolle Bilder“. Später engagierte er sich für die Abtrennung Ecuadors von Großkolumbien und wurde nach der Märzrevolution der Liberalen von 1845 kurzzeitig Präsident.
Während des größten Teils des 19. Jahrhunderts orientierte sich das Geistesleben Ecuadors an Europa. Die Romantik begann und endete hier jedoch relativ spät. Erste Vertreterin war die Lyrikerin Dolores Veintimilla de Galindo (1829–1857). Der Diplomat und Journalist Numa Pompilio Llona (1832–1907) schrieb vielbeachtete Gedichte (Odisea del alma, 2. Aufl. Havanna 1877), die teils auch in Europa publiziert wurden (Cantos Americanos, Paris 1865), aber heute weitgehend vergessen sind. Als Begründer eines konservativ-christlichen romantischen Indigenismo gilt Juan León Mera. Sein Roman Cumandá (1871) behandelt eine konfliktreiche Liebesbeziehung zwischen den Rassen im ecuadorianischen Urwald. Eine entgegengesetzte politische Position bezogen in den Machtkämpfen der 1860er Jahre der liberale Demokrat Juan Montalvo, der als Vorläufer des Modernismo gelten kann. Seine brillanten polemischen Essays wurden mit denen Michel de Montaignes verglichen und auch im Ausland bekannt.

## Das 20. Jahrhundert
Der größte Teil des 20. Jahrhunderts bis 1979 war geprägt durch die Präsidentschaft des zunächst liberalen, zuletzt autoritär regierenden Populisten José María Velasco Ibarra, durch die lang anhaltende Wirtschaftskrise der 1930er Jahre, anschließende Putschversuche und Konflikte mit Peru. In dieser Phase orientierten sich die Autoren an ausländischen Vorbildern – zunächst an Frankreich, dann an den USA; sie endete mit einem Aufschwung der Literatur während des Ölbooms der 1970er Jahre.

### 1900–1929: Modernismo, Postmodernismo, Avantgarde
Das Genre des realistischen Romans begründete Luis Alfredo Martínez (1869–1909) mit A la Costa (1904), eine Beschreibung des sozialen Wandels, der harten Konflikte zwischen Konservativen und Liberalen, die Gegensätze zwischen Küsten- und Gebirgsregionen sowie Stadt und Land und die sozialen Identitäten. Er trat auch als Maler, Unterrichtsminister und Agrarexperte hervor und versuchte, die indigenen Traditionen zu bewahren.

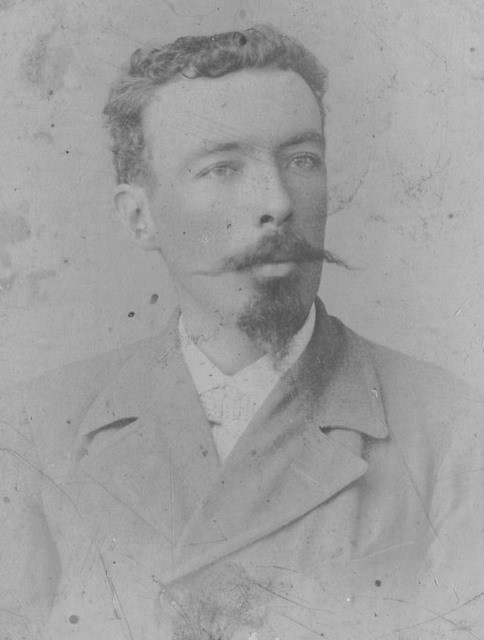
Luis A. Martínez (um 1890)

Zu den modernistischen Lyrikern des frühen 20. Jahrhunderts, der melancholischen, von Rubén Darío, Baudelaire, Verlaine und anderen beeinflussten Generación decapitada („enthauptet“, weil ihre Mitglieder in jungem Alter durch Suizid verstarben) gehörten Medardo Ángel Silva (1899–1920), Ernesto Noboa y Caamaño (1891–1927), Arturo Borja (1892–1912) und Humberto Fierro (1890–1927). Den wichtigsten modernistischen Roman Ecuadors (Égloga Trágica, eine Geschichte, deren Hauptpersonen sich dem Fatalismus hingeben) schuf der ecuadorianische Diplomat und Außenminister Gonzalo Zaldumbide (1884–1965) in den Jahren von ca. 1910 bis 1956; in den 1920er Jahren wurde er in Auszügen, 1968 in endgültiger Form veröffentlicht.
Der Hauptvertreter der Avantgarde Hugo Mayo (eigentlich Miguel Augusto Egas Miranda, 1895–1988) forderte schon früh unter dem Einfluss des französischen Surrealismus und Dadaismus sowie des spanischen Ultraísmo eine literarische Erneuerung. Sein erster Lyrikband Zaguán de Aluminio erschien erst 1982, also Jahrzehnte nachdem er die Gedichte verfasst hatte. Seine 1927 gegründete Zeitschrift Motocicleta: Índice de poesía vanguardista, die den Ultraisten als Plattform diente, wurde bald eingestellt.

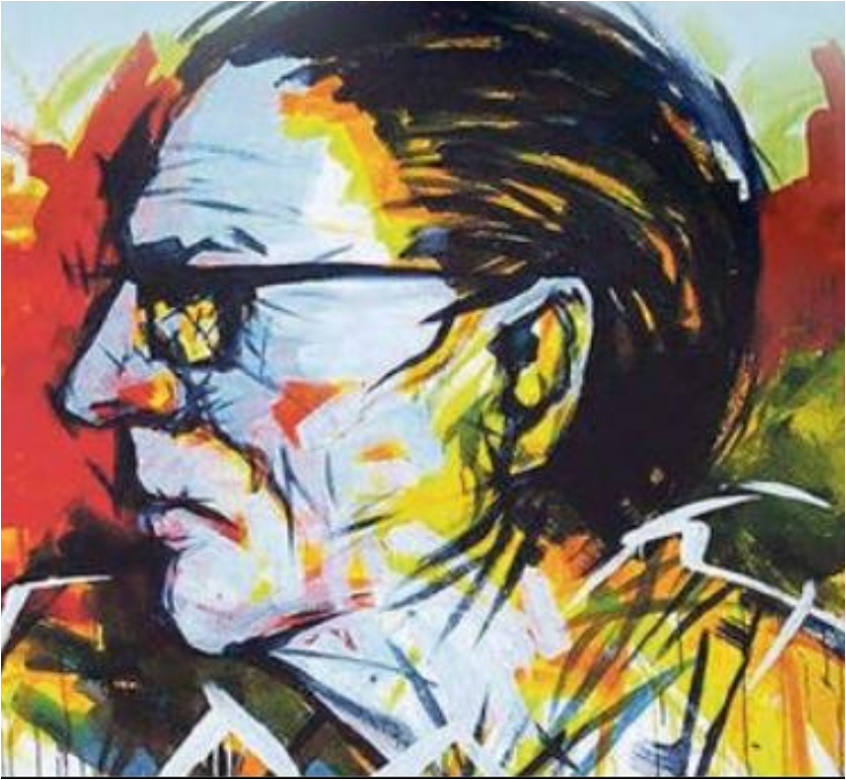
Hugo Mayo (Wandgemälde)

Vom französischen Avantgardismus beeinflusst war Alfredo Gangotena (1904–1944), der zeitweise in Paris lebte und dort starb. Raúl Andrade Moscoso (1905–1983) war 1926 Redakteur der kurzlebigen Avantgardezeitschrift Hélice, die von dem Maler Camilo Egas gegründet worden war und sich dem Ultraismus wie dem Indigenismo verpflichtet fühlte. Der Avantgardismus erwies sich jedoch in Ecuador im Vergleich zu anderen lateinamerikanischen Literaturen (Argentinien, Chile, Peru) als recht kurzlebig.

### Sozialer Realismus und Indigenismo: DieGeneración del 30
Die 1930er Jahre waren in der Folge der Weltwirtschaftskrise durch die Abkehr von der Wirklichkeitsflucht der Modernisten und die soziale Thematik geprägt. Zu den Vorläufern dieser Literatur gehörte der Roman A la costa (1904) von Luis Alfredo Martínez (1869–1909). Diese Wende zu einem sozialrealistischen Stil wurde in den 1930er Jahren wesentlich durch soziale Erhebungen und Aufstände der Indigenen im Land angestoßen, an deren Spitze zwei indigene Aktivistinnen standen, die der Kommunistischen Partei Ecuadors angehörten und dem Feminismus verbunden waren: die Bauernführerin Dolores Cacuango (1881–1971) und Tránsito Amaguaña (1909–2009), die zweisprachige Schulen für Indigene und 1944 die Federación Ecuatoriana de Indios gründeten. Einmalig für Lateinamerika war, dass diese politische und immer auch kulturelle Emanzipationsbewegung von den Indigenen ausging und umgehend von Intellektuellen und Künstlern aufgegriffen wurde.
1930 veröffentlichten drei Literaten aus Guayaquil, nämlich Demetrio Aguilera Malta (1909–1981), der auch als Theaterautor und durch zeitgeschichtliche Romane bekannt wurde, und die militanten Kommunisten Joaquín Gallegos Lara (1911–1947) und Enrique Gil Gilbert (1912–1973) den damals provokativ wirkenden Erzählband Los que se van mit 24 Kurzgeschichten über die Lebensbedingungen der Menschen im Montuvio in dialektal gefärbter Sprache. Themen sind auch häusliche Gewalt und Machismo. Diese Autoren bildeten den Kern des Grupo de Guayaquil, zu dem auch der Erzähler José de la Cuadra (1903–1941) und der Romanautor Alfredo Pareja Díezcanseco (auch: Diez Canseco) gehörten. Auch Raúl Andrade wechselte zu einem sozialrealistischen Stil.
Insbesondere seit 1933 kam es zu einem Aufschwung der erzählenden Literatur. Allein 1933/34 erschienen 34 Erstlingswerke von acht jungen Erzählern. Zu den bedeutendsten ecuadorianischen Autoren dieser Zeit zählt der Romancier und Theaterregisseur Jorge Icaza, der wichtigste Vertreter des Indigenismo (neben dem Peruaner Ciro Alegría) aus dem Hochland und Angehöriger der „Generation von 1930“. Er benutzt viele Quechua-Worte als Stilmittel. Sein Roman Huasipungo (1934) – das bedeutet Haustür, wurde aber zum Synonym für die Schuldknechtschaft und Verelendung der Indios auf den latifundios und durch die staatliche Zwangsarbeit beim Straßenbau –, gilt trotz formaler Mängel als Meilenstein der indigenistischen Literatur. Alle lateinamerikanischen Themen waren in diesem Roman vertreten: die Ausbeutung der indigenen Arbeiter, der moralische Verfall der Weißen, die Komplizenschaft der lokalen Eliten mit dem ausländischen Kapital. Der Roman wurde von der Kritik mit Onkel Toms Hütte verglichen.

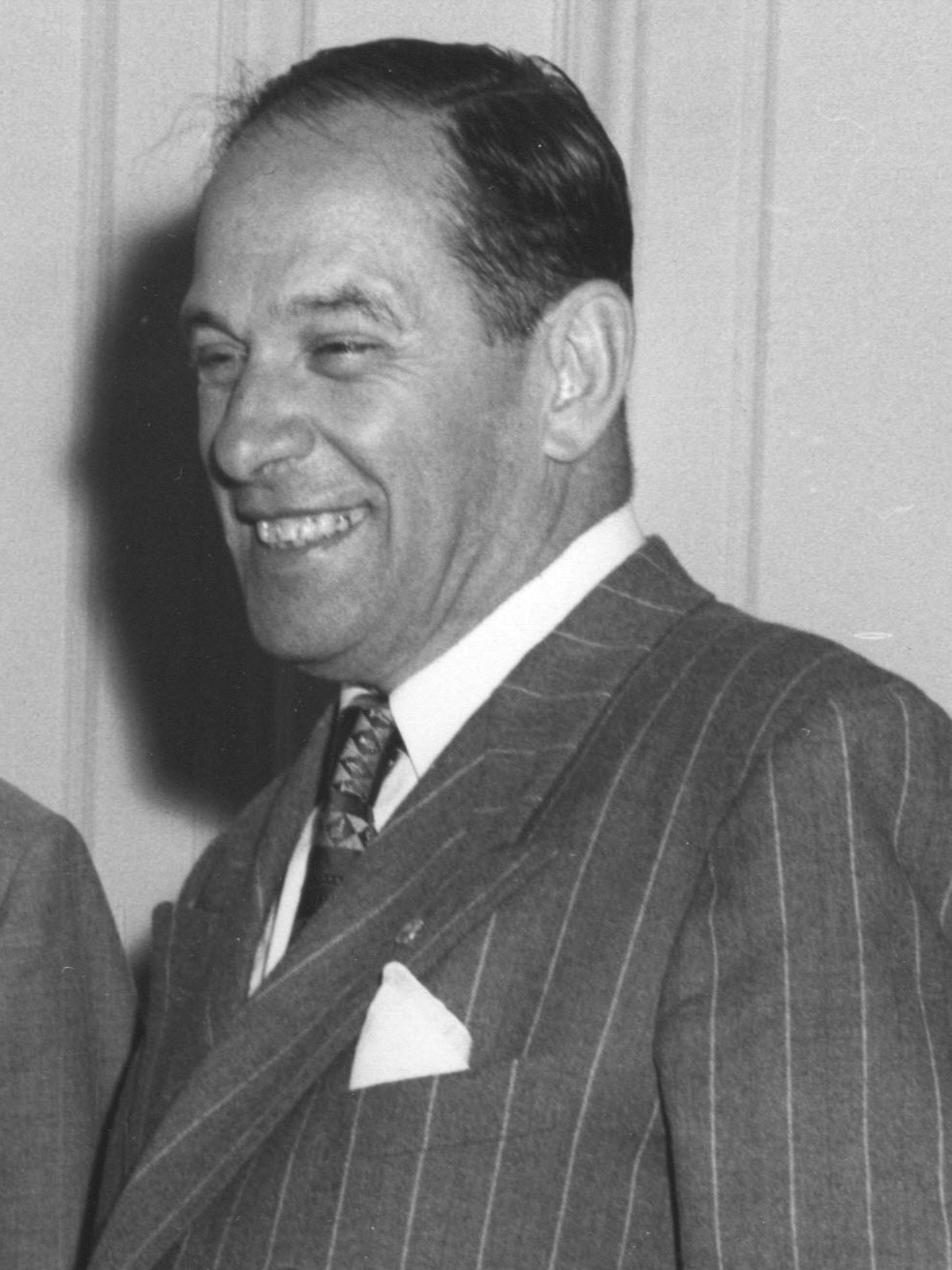
Benjamín Carrión als Direktor der Casa de la Cultura Ecuatoriana (1955)

Ebenfalls im Jahr 1934 veröffentlichte der sozialistische Politiker und Diplomat Benjamín Carrión (1897–1979) sein auch ins Englische und Französische übersetztes Buch Atahuallpa, eine Biographie des Inkaherrschers und die Geschichte der Eroberung durch die Spanier. 1944 gründete er die nach ihm benannte Casa de la Cultura Ecuatoriana in Quito, die in der Folgezeit viele Anthologien herausgab, die teils sogar einzelne Regionen Ecuadors fokussierten. Der Diplomat, Dichter und Schriftsteller Adalberto Ortiz (1914–2003) aus der Provinz Esmeraldas begründete mit seinem Roman Juyungo (1943; deutsch: Juyungo 1960), der Geschichte eines unter Mestizen lebenden schwarzen Waldbewohners und Jägers, die Literatur der Afroecuadorianer und Mulatten. Der Sozialist Ángel Felicísimo Rojas (1909–2003) setzte in den 1940er Jahren die Tradition des sozialen Realismus fort (El éxodo de Yangana, 1949). Historische Themen in realistischer Form behandelte Alfredo Pareja Díez Canseco (1908–1993). Die Literatur dieser Epoche zeigte außerordentliches soziales Engagement und verfolgte eine moralische Mission zugunsten der Indigenen, ohne jedoch in Romantizismus zu verfallen.

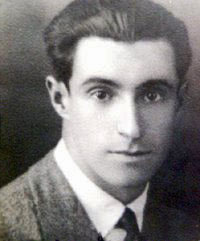
Pablo Palacio

Der Generación del 30 fern stand der Rechtsanwalt und Sozialist Pablo Palacio (1906–1947), ein Vertreter des psychologischen Realismus der 1920er und 1930er Jahre, der sein schmales Werk in nur acht Jahren schuf. Un hombre muerto a puntapiés (1926) ist das erste ecuadorianische Werk, das Homosexualität thematisiert. Seine Protagonisten sind oft psychisch gestörte Außenseiter. Palacio arbeitet mit avantgardistischen und extravaganten Stilmitteln, die an James Joyce erinnern (z. B. in Débora 1927). Sein ironisch-distanzierter Stil hebt sich sowohl vom sozialen Realismus seiner Zeit als auch von Symbolismus und Avantgardismus ab.
Historische Romane zu Themen aus der Inkazeit verfasste der Kulturpolitiker Benjamín Carrión (1898–1979), der seine Karriere als romantischer, vom modernismo beeinflusster Lyriker begonnen hatte und später als Zeitschriftenherausgeber und Kulturfunktionär tätig war. Den magischen Realismus nahm José de la Cuadra (1903–1941) in seinem 1934 erschienenen Buch Los Sangurimas vorweg. Adalberto Ortiz (1914–1003) begründete die Literatur der Afroecuadorianer und Mulatten. Die gesellschaftskritischen Arbeiten Humberto Salvadors (1909–1982) sind vom Marxismus, der Psychoanalyse und vom Werk Thomas Manns beeinflusst.
Die von Carrión gegründete Casa de la Cultura Ecuatoriana, die das Dach für fast alle künstlerischen und literarischen Aktivitäten dieser Epoche bildete, geriet allerdings in den 1940er Jahren in den Ruf, der Kunst fast diktatorisch ihre Ästhetik aufzuzwingen und alternative Konzepte im Keim zu ersticken.

### Nach 1945
Nach dem Zweiten Weltkrieg wuchs in Ecuador der Einfluss der US-Literatur. Zu den international herausragenden Lyrikern Lateinamerikas wird der sozialistische Diplomat Jorge Carrera Andrade gezählt, der sein Land nacheinander in 10 Ländern vertrat. Von US-amerikanischen Autoren beeinflusst, schrieb er auch in englischer und französischer Sprache. US-Autoren wie William Jay Smith und William Carlos Williams schätzten seine in viele Sprachen, teilweise auch ins Deutsche übersetzten Werke. Als Erzähler wurde Horacio Hidrovo Velásquez (1902–1962) durch den Roman Un Hombre y un Río (1957) bekannt. Der den Kommunisten nahestehende Nelson Estupiñán Bass (1912–2002) beschrieb in seinen sozialrealistischen und historischen Romanen die Probleme und Kämpfe der marginalisierten afroecuadorianischen Einwohner der Provinz Esmeraldas. Die Lektüre von Marx und Freud prägten die Lyrik von Jorge Enrique Adoum. Als Lyrikerin trat seit den 1950er Jahren auch Ileana Espinel in Erscheinung.
In den 1960er und 1970er Jahren verschob sich das Zentrum des intellektuellen Lebens wieder nach Quito, wo sich verschiedene Literatengruppen in talleres literarios (Schreibwerkstätten) um die Weiterentwicklung der Kurzgeschichte bemühten. Diese Zeit, in der ein Ölboom einsetzte, der von einer starken Zunahme der Korruption begleitet war, erwies sich nicht nur durch die Findung neuer Themen als literarisch außerordentlich fruchtbar. Seit 1972 erschien die Zeitschrift La bufanda del sol und lieferte wichtige Impulse für das ecuadorianische Kulturleben, 1978 trat der erste Schriftstellerkongress zusammen und 1979 veröffentlichte Gustavo Alfredo Jácome (1912–2018) seinen bedeutenden Roman Por qué se fueron las garzas.
Unter den Lyrikern sind Alicia Yánez Cossío (* 1928) und Fernando Cazón Vera (* 1935) zu nennen, der in seiner Frühphase vom Modernismo beeinflusst war. Raúl Pérez Torres (* 1941) behandelt in seinem Erzählwerk erotische Themen in sensualistischer Sprache; er gab auch verschiedene Anthologien heraus. Im Alter von 76 Jahren wurde er zum Kulturminister ernannt, musste jedoch nach zwei Jahren zurücktreten, da die Casa de la Cultura Ecuatoriana heruntergewirtschaftet war. Die Romane und Erzählungen Eliécer Cárdenas (1950–1921) stehen in der Tradition des Indigenismo, aber auch des Existenzialismus. Für sein Drama Morir en Vilcabamba (1988) erhielt er 1993 den Premio Espinosa Polit der Pontificia Universidad Católica del Ecuador.

## Seit 1990
Einer der produktivsten Romanautoren und Erzähler der Gegenwart ist Javier Vásconez (* 1946). Sein emblematischer Roman El viajero de Praga (1996, Neuauflage 2012) handelt von der Reise des tschechischen Dr. Josef Kronz im Jahr 1967 aus dem barocken Prag über Barcelona, wo er an einem Medizinerkongress teilnimmt, in die amerikanisierten Quartiere des korrupten Quito, die Anlass zu melancholischen Erinnerungen und ironischen Reflexionen bietet. 2005 erschien sein Spionageroman El retorno de las moscas über den Mord an einem russischen Botschaftsangehörigen in einem Andenland, 2012 griff er in La otra muerte del doctor die Gestalt des Dr. Kronz wieder auf.
Von seinen ethnologisch-anthropologischen Studien beeinflusste Romane und Science-Fiction (Profundo en la Galaxia, 1994) schreibt Santiago Páez (* 1958). Auch die neueren Bücher von Iván Égüez (* 1944) spielen in phantastischen Welten. Der Erzähler Leonardo Valencia (* 1969) leitet die Werkstatt für kreatives Schreiben der Universität Barcelona und tritt als Herausgeber von Anthologien in Erscheinung.

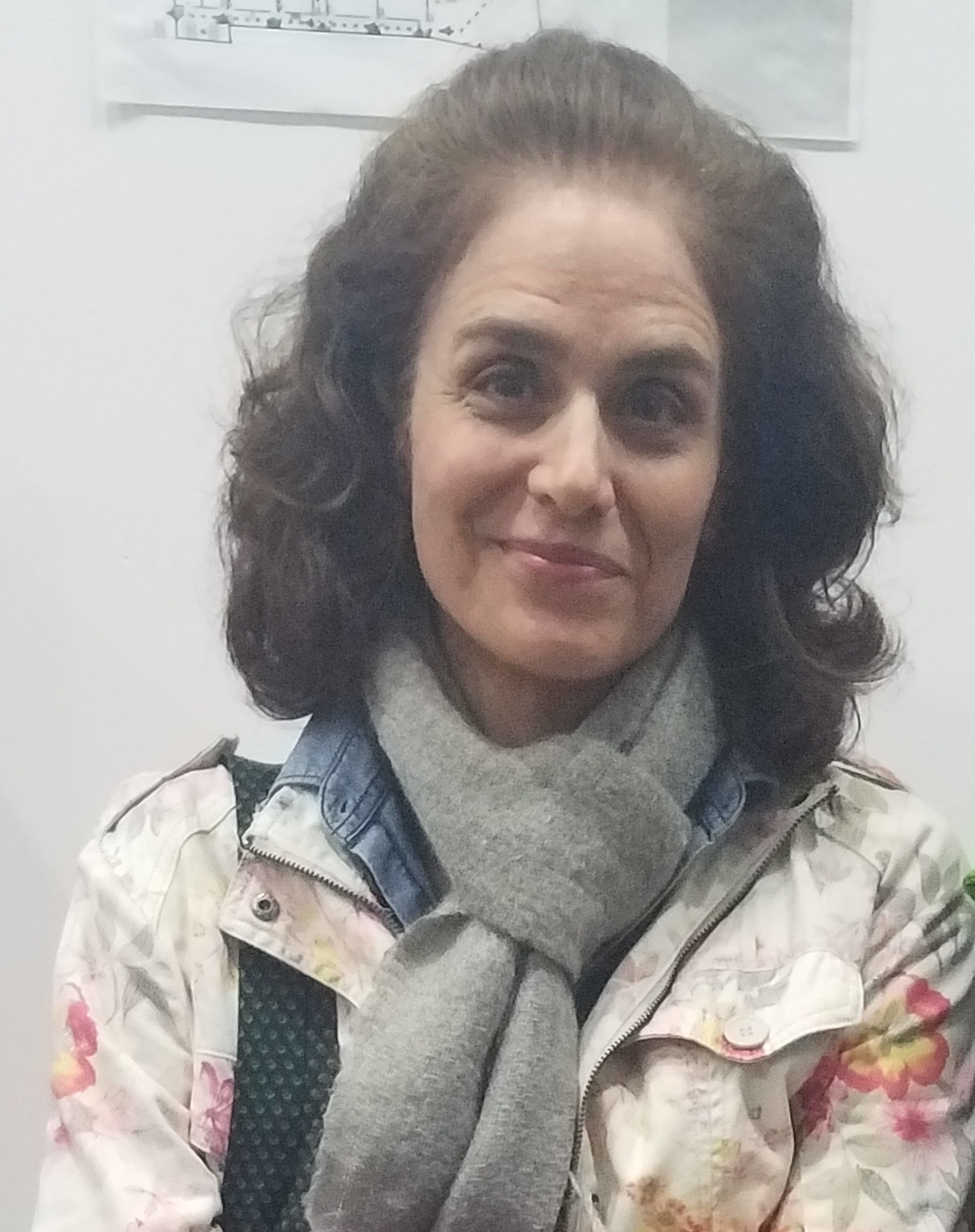
Gabriele Alemán (2019)

Die gegenwärtig bekannteste Autorin Ecuadors ist Gabriela Alemán (* 1968) mit ihren schwer klassifizierbaren Erzählungen und Romanen, in denen sie aktuelle politische Themen in Thrillermanier, teils auch in satirischer Form, behandelt. In Poso Wells (2007; dt. 2021) schildert sie die Gewalt und Korruption während eines Wahlkampfs in den Slums von Guayaquil.
Die politische und soziale Krise der 2020er Jahre, Armut und die Emigration aus dem zunehmend in den Welthandel integrierten Land haben auch den Buchmarkt stark beeinträchtigt. Ins Deutsche wurden bisher relativ wenige Werke der ecuadorianischen Literatur übersetzt. Eine zweisprachige Anthologie mit Erzählungen gab Erna Brandenberger heraus.
Einer der wenigen lateinamerikanischen Verlage, der in indigenen Sprachen Schriften indigener Autoren vor allem zu ethnologischen Themen publiziert, ist Abya Yala, der Texte nicht über, sondern für die Indigenen veröffentlichen will.